# Кочеткова, Тамара Ивановна
Тамара Ивановна Кочеткова (род. 1933) — советский, российский врач, акушер-гинеколог. Народный врач СССР (1983).

## Биография
Родилась 6 сентября 1933 года в пос. Первомайский (ныне в Нижегородской области).
После окончания Горьковского медицинского института в 1957 году направлена врачом акушером-гинекологом в Усть-Карскую районную больницу Читинской области. В 1960 году переведена в областную больницу гинекологом, с 1969 — заведующая акушерско-гинекологическим отделением, а после его реорганизации — заведующая гинекологическим отделением областной клинической больницы (ОКБ) (1975—1989). Создатель читинской школы хирургов-гинекологов. Оказывала экстренную хирургическую помощь по санитарной авиации. С 1989 — в поликлиническом отделении ОКБ.

## Награды и звания
- Народный врач СССР (1983)
- Орден Трудового Красного Знамени (1978)
- Значок «Отличнику здравоохранения» (СССР) (1976)
- Почётный гражданин Читинской области (1999).